# Alanya

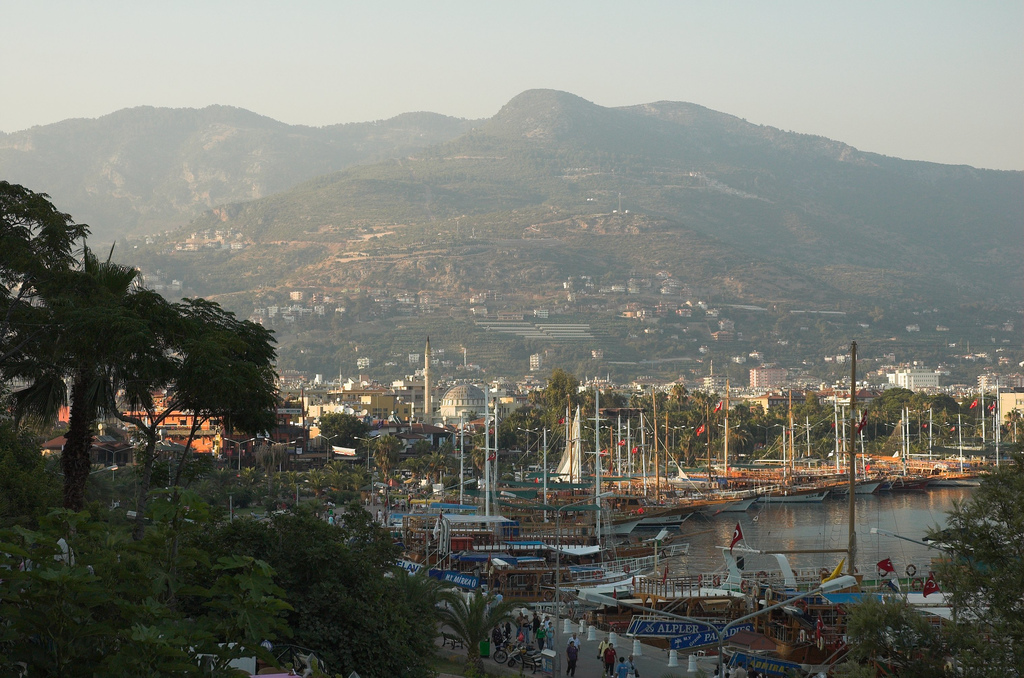
La ciutat a la zona del port.

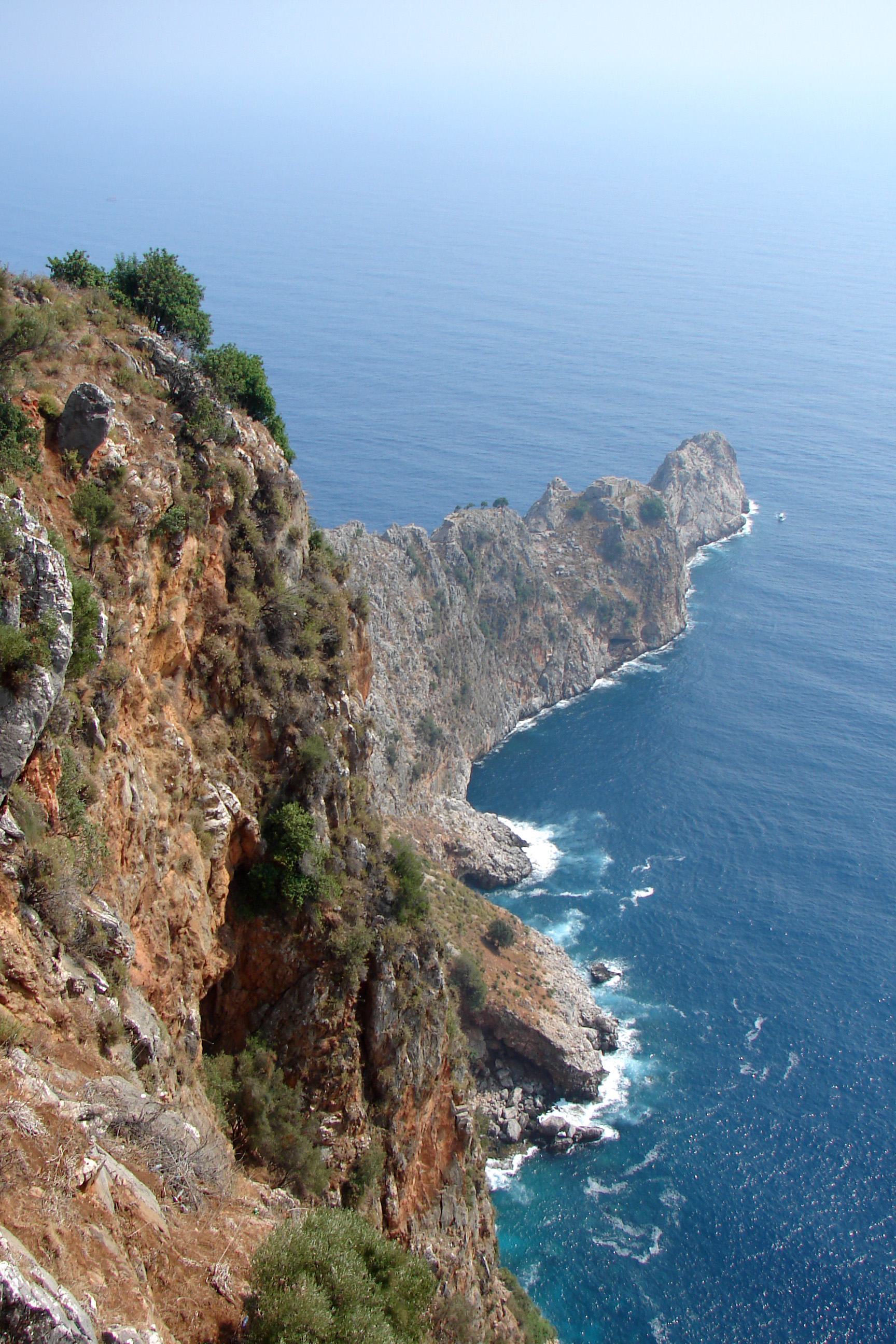
La península d'Alanya

Alanya (abans Alaiya, Alaiyya i Alaya) és un port i municipalitat de Turquia al sud d'Anatòlia a 120 km d'Antalya, dins la província d'Antalya i capital del districte d'Alanya. El districte té 264.240 habitants (2000, uns 293.000 el 2007) i és una popular destinació turística. La ciutat té 91.713 habitants (2007). La població el 1945 era de 5.884 habitants.

## Noms
El nom de la ciutat ha canviat diverses vegades. Fou la luvita Korakasa i després la clàssica Coracesi en grec Korakesion. El nom voldria dir "Ciutat del Promontori". En el període romà d'Orient fou coneguda com a Galanoros o Kalonoros o Kalon Oros, que vol dir "Muntanya Bonica". Els seljúcides la van anomenar Alaiye (علاعية), derivat del nom del sultà Ala al-Din Kay kubad que la va conquerir el 1220 a un senyor local grec o armeni anomenat pels turcs Kir Fadr. Al segle xiii i XIV els mercaders italians i altres europeus l'anomenaren Candelore, Candeloro, Cardelloro o Skandeloro. El 1935 va visitar la ciutat Mustafa Kemal Atatürk i va establir el nom en el nou alfabet turc com Alanya.
La ciutat gaudeix d'un clima mediterrani moderat. El 2005 la Universitat Akdeniz d'Antalya va obrir una facultat d'Estudis de Negocis (orientada al turisme) a Alanya.

## Història

### Història antiga
Coracesi fou una ciutat fortalesa de Cilícia. Unes troballes a una cova propera anomenada Kadrini mostren que estava ocupada ja el Paleolític vers 20.000 aC. Estava habitada durant l'Imperi Hitita i portava el nom de Korakasa. Al districte s'ha trobat una tauleta fenícia està datada el 625 aC. Va seguir existint sota frigis i perses. La ciutat és esmentada al Periplus grec del segle iv aC.
Després de la conquesta macedònia fou fortificada. El 323 aC, en el repartiment de Triparadisos, va quedar en mans de Ptolemeu I Sòter. Posteriorment va passar als selèucides. Fou atacada per Antíoc III el Gran el 199 aC sense èxit. Fou lleial al pretendent selèucida Diodot Trifó (140 aC-138 aC) que la va fer servir de base en les seves revoltes contra Demetri I Soter (161 aC-150 aC) i contra Antíoc VII Sidetes o Evergetes (138 aC-129 aC); Antíoc VII va completar un nou castell i el port que ja havia començat Trifó.
El control selèucida es va afluixar i va esdevenir refugi de pirates cilicis al final del segle ii i al segle i aC, de fet la seva capital. A la zona va combatre Marc Antoni l'orador el 120 aC i després Publi Servili Vàtia Isàuric (cònsol el 79 aC) el 78 aC. Fou ocupada per Gneu Pompeu Magne el 67 aC després de la batalla de Coracesi lliurada al port de la ciutat.
Els pobles muntanyesos van iniciar accions de bandidatge al segle iv i van continuar al V (rebel·lió del 404 al 408). En aquest segle i següents fou nominalment part de l'Imperi Romà d'Orient però amb un control llunyà i poc efectiu. Fou seu d'un bisbat sufragani de Side de la província de Pamfília Prima.
Al segle vii van arribar les primeres incursions àrabs i es van construir noves fortificacions. La diòcesi desapareix el 681. Sant Pere d'Atroa es va refugiar a aquesta ciutat al començament del segle ix fugint de les persecucions iconoclastes.
Va romandre en mans romanes d'Orient fins en la batalla de Mantziciert el 1071, data a partir de la qual es van començar a establir tribus de turcmans.

### Edat mitjana

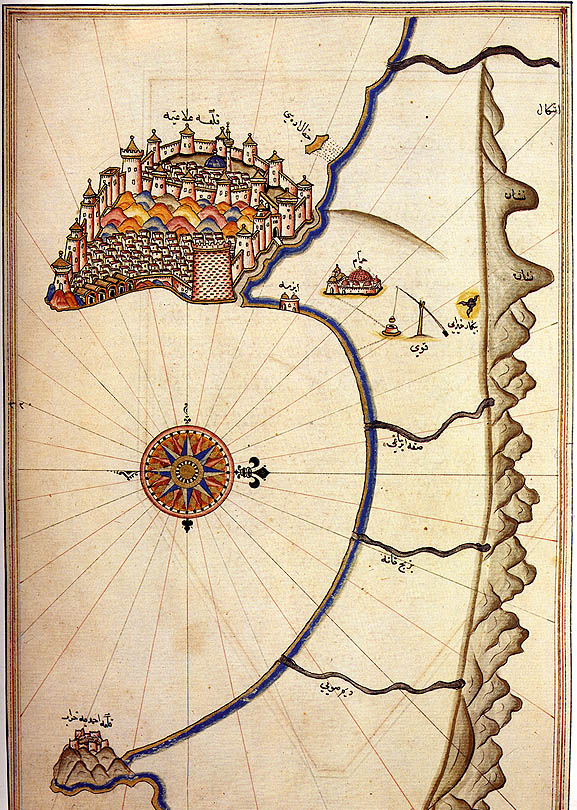
Mapa de Piri Reis

En mans dels seljúcides des d'una data a l'entorn del 1071, fou recuperada el 1120 per Joan II Comnè. El sultà seljúcida Ala al-Din Kay kubad I que la va conquerir el 1220 o 1221 a un senyor local grec o armeni anomenat pels turc Kir Fadr i la va convertir en la seva residència d'hivern. El sultà es va casar amb la filla de Kir Fadr al qual va nomenar governador d'Akşehir.
Els seljúcides van construir edificis, entre els quals el castells, les muralles, l'arsenal, la Torre Roja (Kızıl Kule), jardins, pavellons, i altres (que encara existeixen) esdevenint un port important de la Mediterrània amb un comerç constant amb Egipte i les ciutats italianes. Les construccions foren principalment obra d'Abu 'Ali al-Kattani al-Halabi. El sultà Giyath al-Din Kay Khusraw II, va continuar les construccions amb, entre d'altres, una cisterna el 1240.

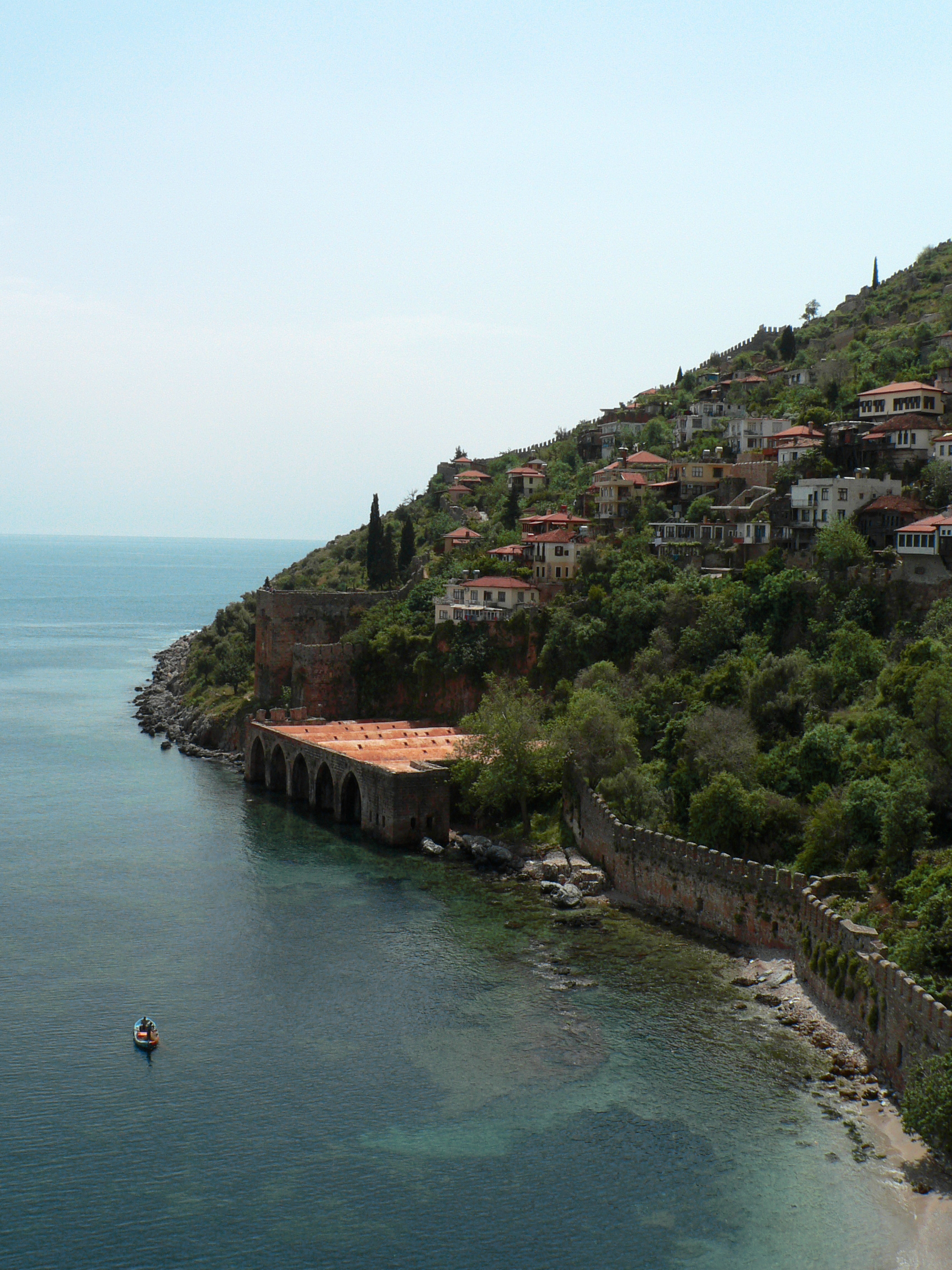
El tersane seljúcida, unes dressanes per vaixells

A la batalla de Köse Dağ del 1242, els seljúcides foren derrotats greument pels mongols. Les lluites que van seguir van portar el 1293 a la conquesta d'Alanya per part de l'emirat de Karaman (dinastia Karaman-oghlu) governat per Medj al-Din Mahmud. El 1333 Ibn Battuta va trobar en aquesta ciutat a l'emir karamànida Yusuf Beg. Sembla que per un temps fou ocupada per Hamid (dinastia Hamid-oghlu) a l'emir de la qual, Beylik, li van arrabassar els Lusignan de Xipre el 1371. D'aquestos va tornar als Karamànides en època desconeguda.
Els karamànides van vendre la ciutat el 1427 per 5000 monedes d'or als mamelucs egipcis on regnava Bars-bay però a la meitat del segle xv les cròniques otomanes parlen d'un governant local descendents dels soldans seljúcides. El 1471, sota el sultà otomà Ahmet II, fou conquerida pel general Gedik Ahmed Paixà; llavors va esdevenir una liva o sandjak de l'eyalat d'Ičel (moderna província de Mersin). El 1477 la concessió veneciana fou suprimida. El 1571 fou inclosa en la província de Xipre.
Com que el tràfic comercial es va desviar a partir del segle xvi, la ciutat va entrar en decadència. La ciutadella va ser guarnició militar otomana. La ciutat va perdre habitants progressivament. El 6 de setembre de 1608 un atac naval venecià fou rebutjat. Visitada per 
Evliya Çelebi el 1671/1672, la va trobar en prou mal estat.
El 1864 fou traspassada a la província de Konya i el 1868 a la d'Antalya. Als segles xviii i xix s'hi van construir nombroses vil·les dels nobles otomans.
Després de la I Guerra Mundial la zona fou teòricament entregada al control d'Itàlia (Acord de St.-Jean-de-Maurienne) però aquest control mai no fou efectiu i el 1923 el tractat de Lausana la va reconèixer a Turquia. La seva població grega va haver de marxar. El 1893 hi havia 964 grecs (al voltant de 37.914 habitants), però el 1930 no en quedava cap. La població va decaure sensiblement entre 1914 i 1934.
L'explotació turística es va iniciar el 1958 (obertura del primer hotel) però no va prendre empenta fins als anys seixanta. L'obertura de l'aeroport d'Antalya el 1998 van aconseguir que esdevingués un centre turístic important. La població es va multiplicar entre 1980 i el 2000 pels efectes de l'emigració interna.

### Monuments

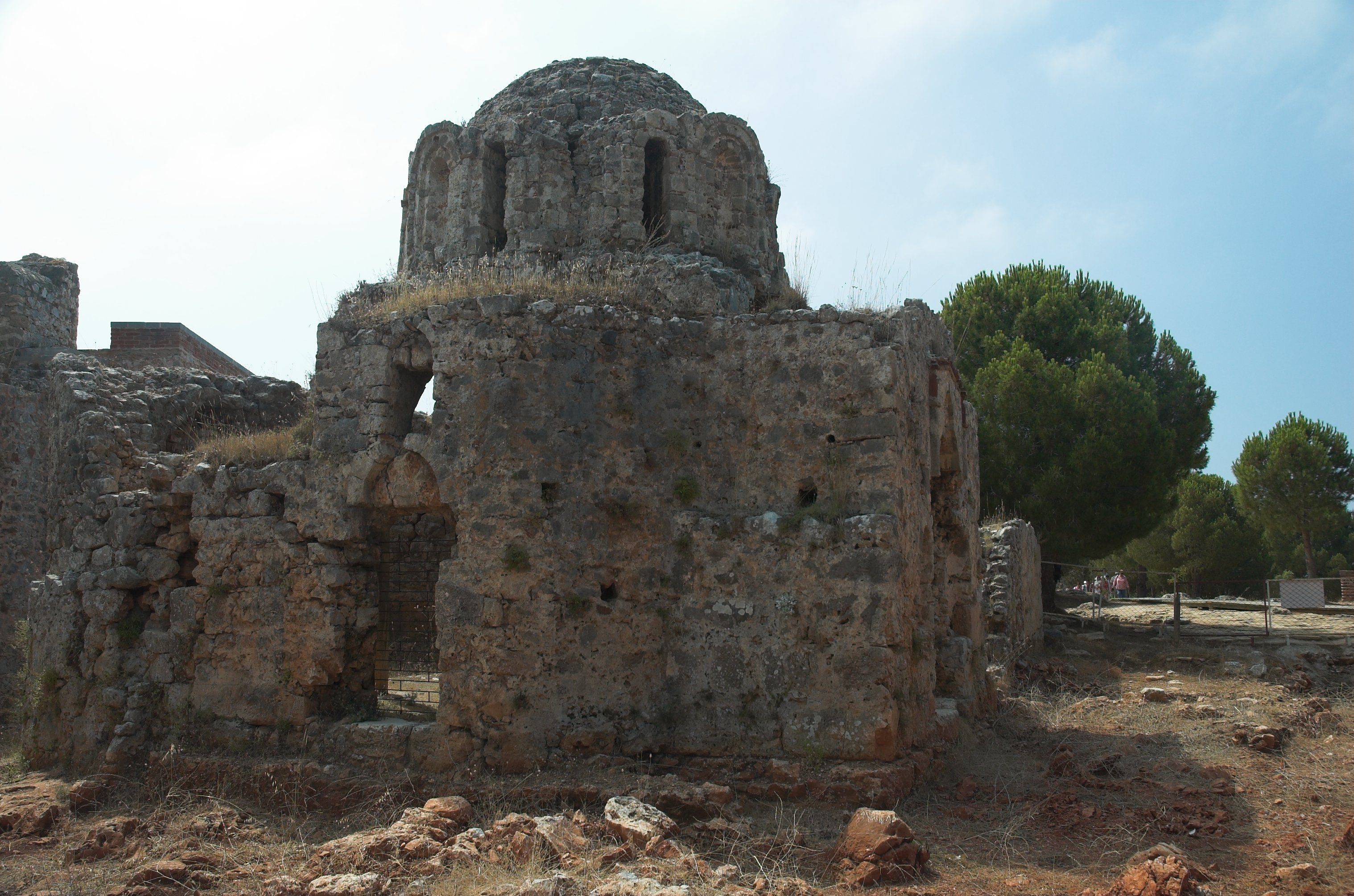
Església romana d'Orient al castell

- Castell d'Alanya, seljúcida, construït el 1226. Inclou una església romana d'Orient, la mesquita de Süleymaniye, i una estació de caravanes construïda per Solimà I. S'ha restaurat des de 2007.
- Viles a l'exterior de la muralla, d'arquitectura clàssica otomana (la major part del segle xix)
- Torre Roja (Kizil Kule) de 33 metres, construïda per Kay Kobad I, i avui museu etnogràfic
- Les 83 torres d'estructura octogonal que protegien l'arsenal, exemple d'arquitectura medieval.
- Casa d'Atatürk a la seva estada a la ciutat el 18 de febrer de 1935 i avui Museu

## Demografia
El creixement de la ciutat s'aprecia en aquestes dades:
Districte:
- 1985: 87080 habitants
- 1990: 129936 habitants
- 1997: 222028 habitants
- 2000 264240 habitants
- 2007 384949 habitants

Ciutat:
- 1893: 37914 habitants
- 1945: 5884 habitants
- 1985: 28733 habitants
- 1990: 52460 habitants
- 1997: 110181 habitants
- 2000: 88346 habitants
- 2007: 91713 habitants
- 2008: 94022 habitants

## Govern
La municipalitat fou creada el 1872 i va escollir alcalde per primer cop el 1901. Actualment el govern està en mans d'un alcalde i un consell de 25 membres. El districte d'Alanya es divideix en 17 municipalitats una de les quals és Alanya (centre) i 29 nuclis rurals.

## Economia

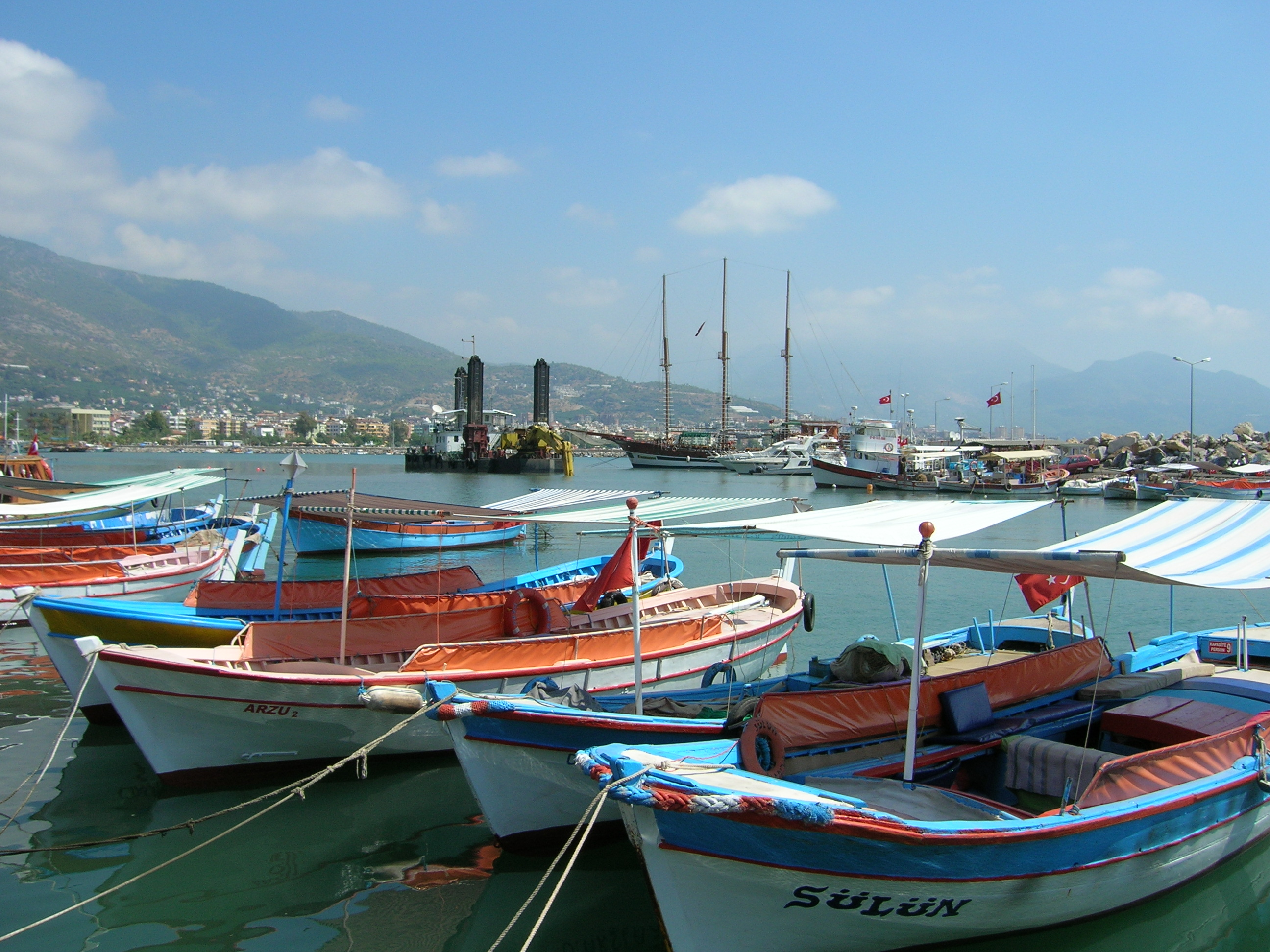
Barques de pesca (davant) i barques turístiques (darrer) al port

A part del turisme es produeixen cítrics i altres fruites i també vegetals diversos; la pesca té poca importància. La capacitat hotelera de la ciutat és de 157000 llits. La Cova de Damlataş Cave, amb un microclima de 22 graus i 95% d'humitat és una de les principals destinacions. El 29,9% de les cases que es venen a Turquia són venudes a Alanya. L'activitat terrorista dels militants del PKK, la pesta aviaria, la saturació (amb la sobre oferta de 20.000 pisos a la venda) han provocat una caiguda del turisme després del 2005.

## Media
Disposa de 10 diaris locals el principal dels quals és Yeni Alanya, en anglès, alemany i turc; el segueixen el Aktuelle Türkei Rundschau i el Alanya Bote per alemanys. El mensual Hello Alanya per estrangers es publica en anglès i neerlandès. El gratuït Riviera News, es fa en angles.
També hi ha cinc estacions de ràdio i dues televisions locals (Kanal Alanya, i Alanya Televizyonu o ATV)

## Ciutats agermanades
- Borås, Suècia
- Fushun, Xina
- Gladbeck, Alemanya
- Keszthely, Hongria
- Nea Ionia, Grècia
- Schwechat, Àustria
- Talsi, Letònia
- Trakai, Lituània
- Wodzisław Śląski, Polònia